# Hippocampus kuda

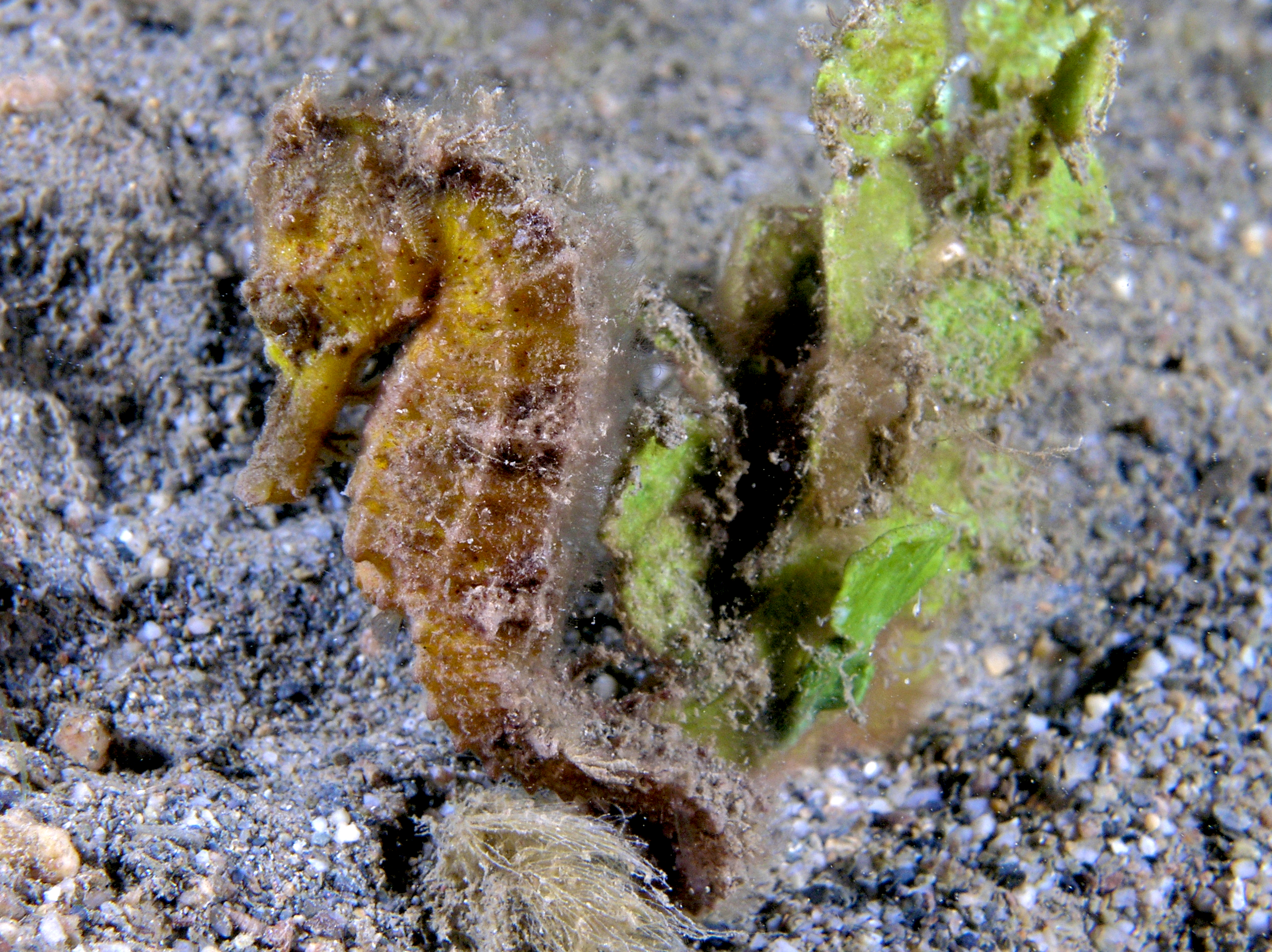

Hippocampus kuda es una especie de pez de la familia Syngnathidae en el orden de los Syngnathiformes.

## Morfología
Su cuerpo se presenta rodeado de numerosos anillos óseos. La mayor diferencia respecto a otras especies de caballitos de mar podemos localizarla en la cabeza donde presenta una pequeña corona de 5 puntas. Los colores que podemos encontrar de la especie son variables pudiendo ir desde el blanco marfil al amarillo o rojo. Los machos  pueden llegar alcanzar los 17;cm de longitud total.

## Distribución geográfica
Se encuentra desde el Pakistán y la India hasta el sur del Japón, las Hawái y las Islas de la Sociedad.